# Pressig

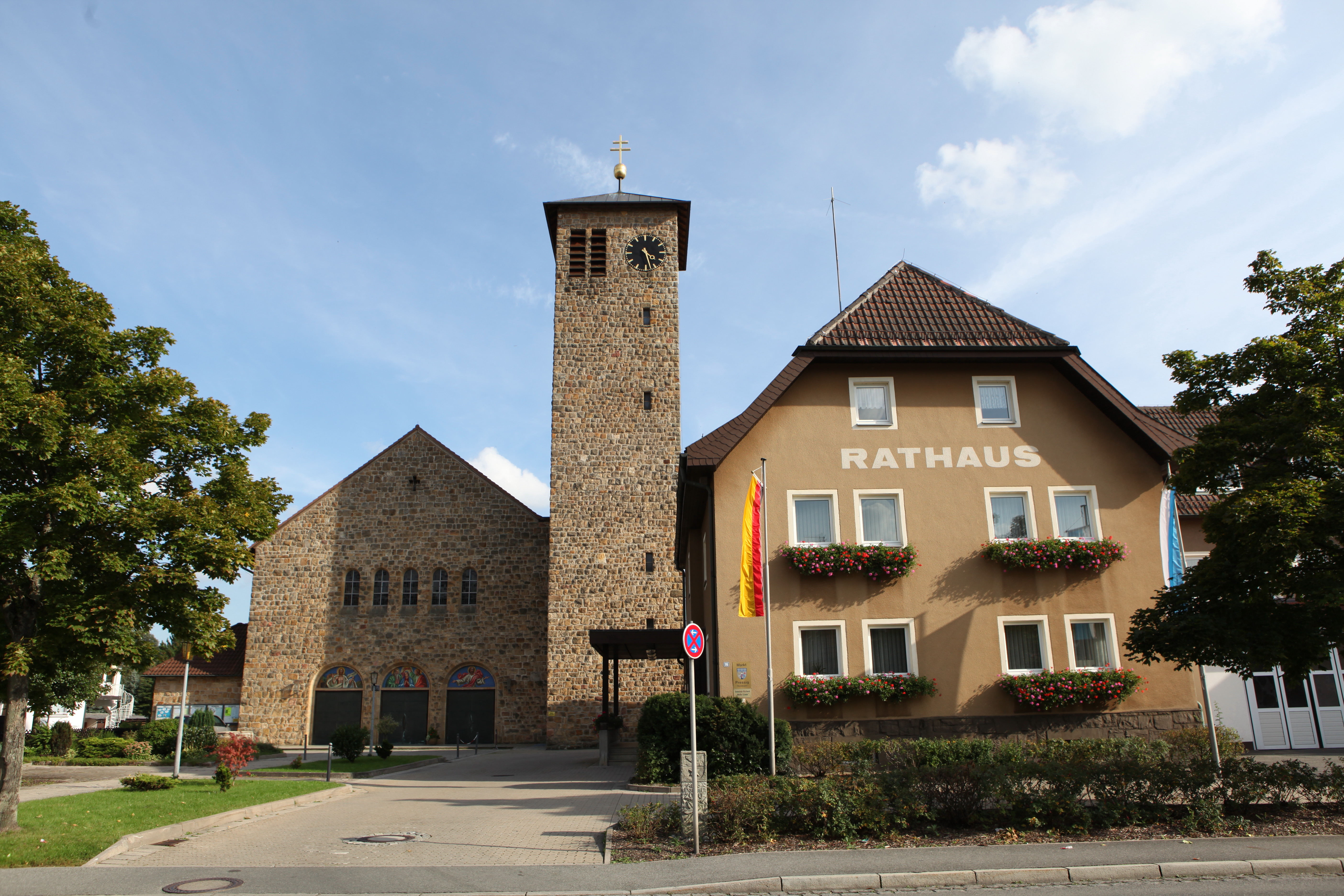
Pressig

Pressig este o comună-târg din districtul  Kronach, regiunea administrativă Franconia Superioară, landul Bavaria, Germania.